# ریوارولو کاناوزه
ریوارولو کاناوزه (به ایتالیایی: Rivarolo Canavese) یک کومونه در ایتالیا است که در استان تورین واقع شده‌است. ریوارولو کاناوزه ۳۲٫۲۵ کیلومتر مربع مساحت و ۱۲٬۴۸۸ نفر جمعیت دارد و ۳۰۴ متر بالاتر از سطح دریا واقع شده‌است.